# Loanend
Loanend – przysiółek w Anglii, w Northumberland, w dystrykcie (unitary authority) Northumberland, w civil parish Horncliffe. Leży 43.7 km od miasta Alnwick, 91 km od miasta Newcastle upon Tyne i 489.1 km od Londynu. W 1951 roku civil parish liczyła 74 mieszkańców.